# Nuria Bucher
Nuria Bucher (* 21. März 2005 in Aarau) ist eine Schweizer Handballspielerin. Sie spielt für die HSG Blomberg-Lippe und die Schweizer Nationalmannschaft.

## Karriere

### Im Verein
Nuria Bucher begann im U-11-Alter beim HSC Suhr Aarau Handball zu spielen. Sie kam durch ihren Bruder und ihre Freunde, die alle auch Handball spielten, zu diesem Sport. Ab 2018 spielte sie bei den Spono Eagles, zunächst in den Teams der U14- und U16-Elite, später bei der U-18 Elite. Von 2020 bis 2024 besuchte sie die Handball-Akademie des Schweizerischen Handballverbands (OYM) in Cham ZG.
Ab der Rückrunde 2021/2022 spielte sie im SPL2-Team der Eagles in der zweithöchsten Schweizer Liga mit. Im März 2022 gab sie als 16-Jährige ihr Debüt in der höchsten Spielklasse gegen den LK Zug Handball, da zahlreiche Stammspielerinnen verletzt ausfielen. Ab der Saison 2022/23 hatte sie einen Vertrag für die erste Mannschaft der Eagles. In ihrer ersten Saison erreichte sie mit den Spono Eagles den Playoff-Final und den Cupfinal, verlor jedoch beide gegen den LC Brühl Handball. Nach Ende der Saison wurde Bucher im Sommer 2023 mit dem Swiss Handball Award als beste Newcomerin ausgezeichnet. Anfang März 2025 gewann ihr Team den Schweizer Cup.
Auf die Saison 2025/26 wechselte Bucher zur HSG Blomberg-Lippe in die deutsche Bundesliga.

### In der Nationalmannschaft
Bucher gehörte dem Kader der Schweizer Jugend- und Juniorinnennationalmannschaft an. Sie nahm mit der Juniorinnenauswahl an der U-18-Weltmeisterschaft 2022, der U-19-Europameisterschaft 2023 und der U-20-Weltmeisterschaft 2024 teil. 
Bucher gab am 3. März 2022 ihr Länderspieldebüt für die Schweizer Nationalmannschaft im EM-Qualifikationsspiel gegen Litauen. Sie schoss dabei gleich auch ihr erstes Tor.
Im November 2022 wurde sie in den Kader für die Europameisterschaft berufen. Sie kam in allen drei Spielen zum Einsatz und erzielte sechs Tore. Die Schweiz schied jedoch nach der Gruppenphase aus. Auch an der Europameisterschaft 2024 im eigenen Land nahm sie teil. Da sich ihre Mitspielerinnen Kerstin Kündig und Laurentia Wolff im Vorfeld des Turniers verletzt hatten und noch nicht voll einsatzfähig waren, rückte Bucher zur Stammspielerin im Rückraum auf. Sie kam in allen 7 Spielen zum Einsatz und erzielte 3 Tore. Die Schweiz erreichte die Hauptrunde und beendete das Turnier auf dem 12. Platz.

## Leben
Bucher wohnt in Buchs AG. Sie besuchte das Gymnasium und schloss dieses im Sommer 2024 mit der Matura ab.

## Erfolge
- Schweizer Cup: 2025